# Smilax herbacea
Smilax herbacea es una especie de planta trepadora perteneciente a la familia  Smilacaceae, es originaria de Norteamérica. 

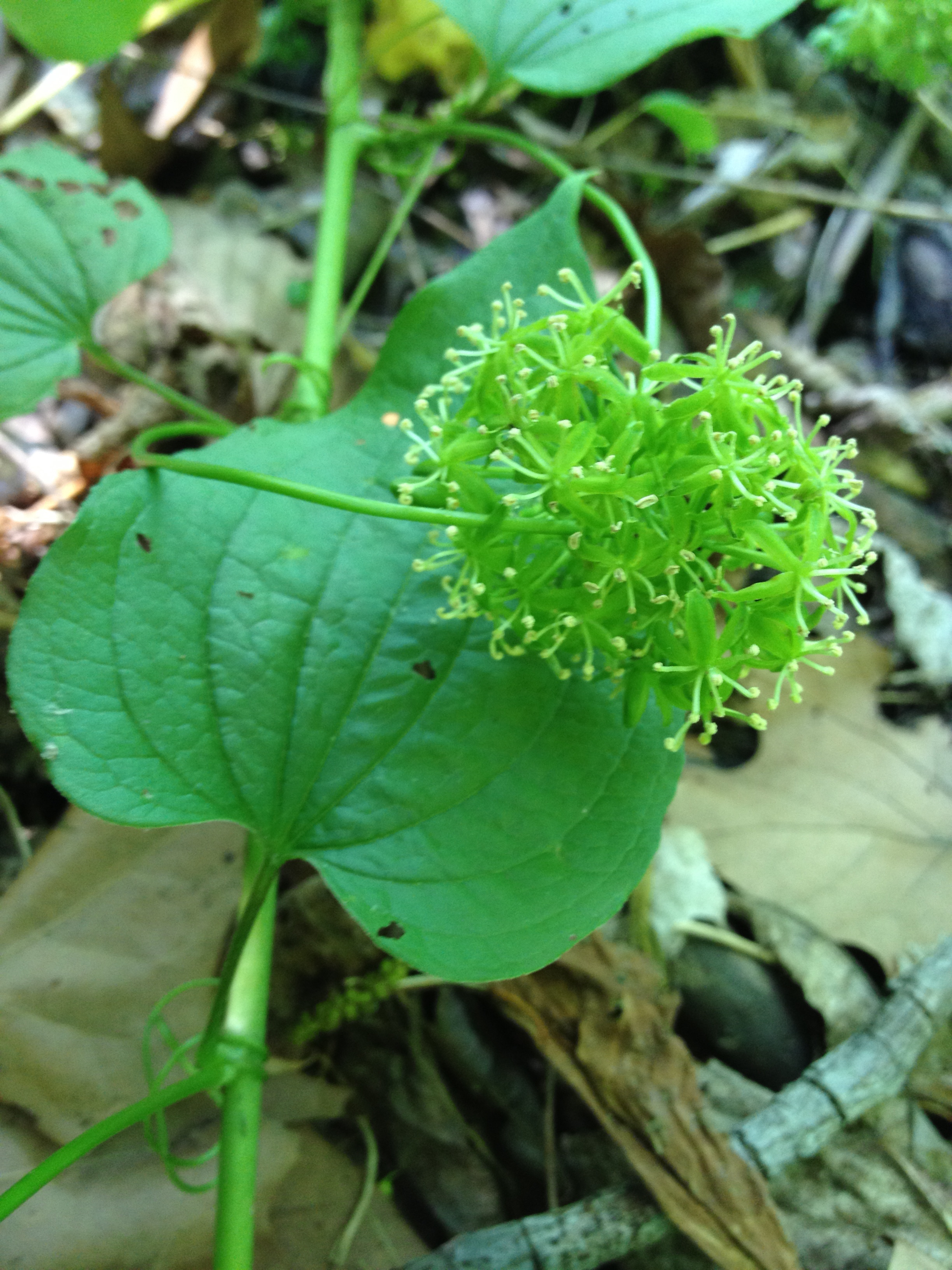
Detalle

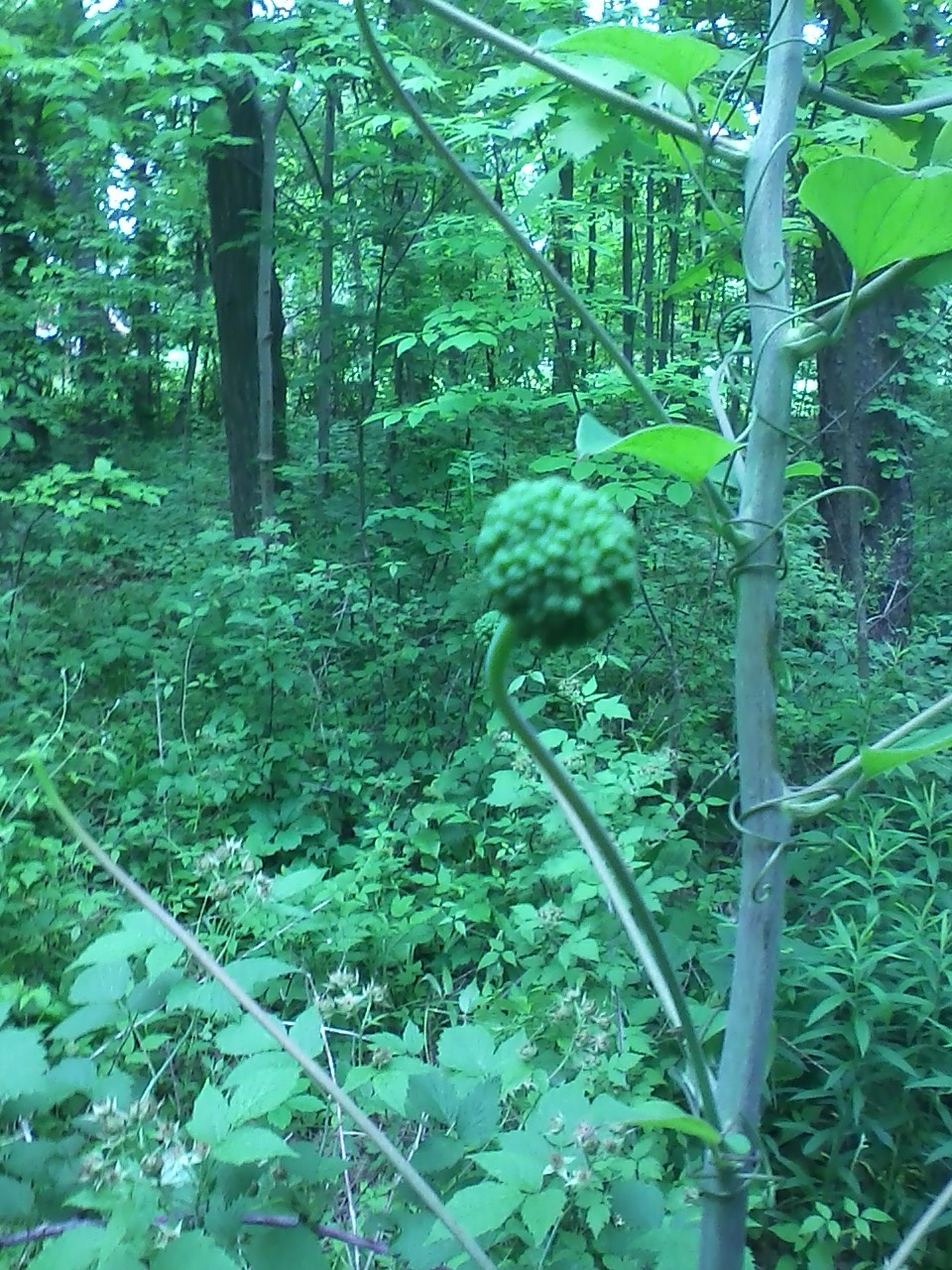
Flor

## Descripción
Es una enredadera con tallos anuales,  la ramificación alcanza un tamaño de 2,5 m de longitud, es herbácea, glabra; con espinas ausentes. Con pecíolo delgado, de 6.1 cm; y zarcillos numerosos, largos y funcionales; la hoja oblongo-ovada, ovada, o redonda, de 4.5-12 × 3.9 cm, glabras abaxialmente, la base cordada a truncada, el margen entero obtuso, el ápice de agudo; las hojas caulinarias proximales más estrechas y más pequeñas. Las inflorescencias en forma de umbelas axilares con 20-100 flores. El perianto es verdoso, con olor a carroña. El fruto es una baya subglobosa, de 10 mm de diámetro.

## Distribución y hábitat
Se encuentra en los bosques, matorrales de aluvión, y los prados, a menudo en suelos calcáreos, a una altitud de 100 - 800 metros, en Canadá y Estados Unidos.

## Taxonomía
Smilax herbacea fue descrita por Carlos Linneo y publicado en Species Plantarum 2: 1030–1031, en el año 1753.
Etimología
Smilax: nombre genérico que recibe su nombre del mito griego de Crocus y la ninfa Smilax. Aunque este mito tiene numerosas formas, siempre gira en torno al amor frustrado y trágico de un hombre mortal que es convertido en una flor, y una ninfa del bosque que se transforma en una parra.
herbacea: epíteto latíno que significa "como hierbas".
Citología
El número cromosomático es de: 2n = 26.
Sinonimia
- Coprosmanthus consanguineus Kunth
- Coprosmanthus herbaceus (L.) Kunth
- Coprosmanthus peduncularis (Muhl. ex Willd.) Kunth
- Nemexia cerulea Raf.
- Nemexia herbacea (L.) Small
- Nemexia nigra Raf.
- Smilax herbacea subsp. crispifolia Pennell
- Smilax herbacea var. humilis Farw.
- Smilax herbacea var. latifolia House
- Smilax herbacea var. peduncularis (Muhl. ex Willd.) A.DC.
- Smilax herbacea var. simsii A.DC.
- Smilax longifolia P.Watson
- Smilax peduncularis Muhl. ex Willd.
- Smilax watsonii Sweet[4]